# Edgars Jeromanovs
Edgars Jeromanovs, född 18 april 1986 i Lettiska SSR, Sovjetunionen är en lettisk basketspelare som spelar som point guard. Han spelar för den svenska klubben Norrköping Dolphins.
Han spelade för Lettlands landslag i EuroBasket 2011.